# Bermudes aux Jeux olympiques d'hiver de 2018
Les Bermudes participent aux Jeux olympiques d'hiver de 2018 à Pyeongchang en Corée du Sud du 9 au 25 février 2018. Il s'agit de leur huitième participation à des Jeux d'hiver.
Tucker Murphy, est le seul représentant des Bermudes, ce sera sa troisième participation aux Jeux d'hiver après ceux de 2010 et de 2014.

## Participation
Il s'agit de la huitième participation de l'équipe des Bermudes aux Jeux olympiques d'hiver.
Le seul athlète à prendre part à la compétition est le fondeur Tucker Murphy.
Aux Jeux olympiques d'hiver de 2018, le seul athlète de l'équipe des Bermudes participe aux épreuves suivantes : 
| Sport       | Hommes | Femmes | Total |
| ----------- | ------ | ------ | ----- |
| Ski de fond | 1      | 0      | 1     |
| Total       | 1      | 0      | 1     |

## Cérémonie d'ouverture et de clôture
Selon la coutume, la Grèce, berceau des Jeux olympiques, ouvre le défilé des nations, tandis que la Corée du Sud, en tant que pays organisateur, ferme la marche. Les autres pays défilent selon leur ordre alphabétique en coréen, langue officielle du pays organisateur.
Comme à l'accoutumée, les athlètes ont défilé en bermuda lors de la cérémonie d'ouverture, tandis que la température ressentie était de -10 °C.